# Briefmarken-Jahrgang 1949 des Saarlandes
Der Briefmarken-Jahrgang 1949 des Saarlandes umfasste 10 Sondermarken und 17 Dauermarken.
Das Saarprotektorat war vom Ende des Zweiten Weltkrieges an bis Ende 1956 ein Protektorat von Frankreich, die wirtschaftliche Angliederung bestand noch bis Mitte 1959. In der Geschichte des Saarlandes war es schon zuvor, unter Napoleon I. und von 1920 bis 1935 als Saargebiet, zu einer Abtrennung von Deutschland gekommen.

## Liste der Ausgaben und Motive
Legende
- Bild: Eine bearbeitete Abbildung der genannten Marke. Das Verhältnis der Größe der Briefmarken zueinander ist in diesem Artikel annähernd maßstabsgerecht dargestellt. Sollten keine Marken abgebildet sein, liegt es daran, dass das Urheberrecht des Künstlers noch nicht erloschen ist.
- Beschreibung: Eine Kurzbeschreibung des Motivs und/oder des Ausgabegrundes. Bei ausgegebenen Serien oder Blocks werden die zusammengehörigen Beschreibungen mit einer Markierung versehen eingerückt.
- Wert: Der Frankaturwert der einzelnen Marke in Saar-Franken. Ein „+“ bedeutet, dass es sich um eine Zuschlagsmarke handelt (= Frankaturwert + Spende).
- Ausgabedatum: Das Datum des erstmaligen Verkaufs dieser Briefmarke.
- Gültig bis: Das Datum, an dem die Gültigkeit endete.
- Auflage: Soweit bekannt, wird hier die zum Verkauf angebotene Anzahl dieser Ausgabe angegeben.
- Entwurf: Soweit bekannt, wird hier angegeben, von wem der Entwurf dieser Marke stammt.
- Mi.-Nr.: Diese Briefmarke wird im Michel-Katalog unter der entsprechenden Nummer gelistet.

| Sondermarken | |                |                       |                   |            |                                       |       |
| Bild         | Beschreibung                                                                                                  | Werte in Franc | Ausgabe- datum (1949) | gültig bis        | Auflage    | Entwurf                               | MiNr. |
|              | Deutsches Jugendherbergswerk - Wanderer vor der Jugendherberge Ludweiler                                      | 8+5            | 11. Januar            | 31. Oktober 1949  | 326.000    | Hermann Mees                          | 262   |
|              | - Wanderer vor der Jugendherberge Weiskirchen                                                                 | 10+7           | 11. Januar            | 31. Oktober 1949  | 326.000    | Hermann Mees                          | 263   |
|              | 1 Jahr Universität des Saarlandes Äskulapstab, Mikroskop, Retorte, Buch                                       | 15             | 2. April              | 30. Juni 1957     | 8.000.000  | Hermann Mees                          | 264   |
|              | Tag des Pferdes - Stute mit Fohlen                                                                            | 15+5           | 25. September         | 31. Dezember 1950 | 170.328    | Beutin                                | 265   |
|              | - Rennpferde                                                                                                  | 25+15          | 25. September         | 31. Dezember 1950 | 169.517    | Beutin                                | 266   |
|              | Volkshilfe - Bartolomé Esteban Murillo – Das Wunder Moses am Felsenquell                                      | 8+2            | 20. Dezember          | 31. Dezember 1950 | 120.184    | Französische Postwertzeichendruckerei | 267   |
|              | - Bartolomé Esteban Murillo – Heilung des Lahmen am Teiche Bethesda                                           | 12+3           | 20. Dezember          | 31. Dezember 1950 | 118.786    | Französische Postwertzeichendruckerei | 268   |
|              | - Gabriel Metsu – Das kranke Kind                                                                             | 15+5           | 20. Dezember          | 31. Dezember 1950 | 118.552    | Französische Postwertzeichendruckerei | 269   |
|              | - Bartolomé Esteban Murillo – Almosenspende des hl. Thomas von Millanueva                                     | 25+10          | 20. Dezember          | 31. Dezember 1950 | 118.115    | Französische Postwertzeichendruckerei | 270   |
|              | - Madonna von Blieskastel                                                                                     | 50+20          | 20. Dezember          | 31. Dezember 1950 | 117.669    | Französische Postwertzeichendruckerei | 271   |
| Dauermarken  | |                |                       |                   |            |                                       |       |
| Bild         | Beschreibung                                                                                                  | Werte in Franc | Ausgabe- datum (1949) | gültig bis        | Auflage    | Entwurf                               | MiNr. |
|              | Dauermarkenserie Bilder aus Industrie, Handel, Landwirtschaft und Kultur (auch Saar IV genannt) - Bauhandwerk | 10 Centimes    | 1. Dezember           | 30. Juni 1957     | 5.180.000  | Winter                                | 272   |
|              | - Ludwig van Beethoven, Konservatorium                                                                        | 60 Centimes    | 28. April 1951        | 30. Juni 1957     | 3.141.300  | Franz Tschersovsky                    | 273   |
|              | - Wiederaufbau, Schwerindustrie                                                                               | 1              | 1. Dezember           | 30. Juni 1957     | 9.320.000  | Franz Tschersovsky                    | 274   |
|              | - Wiederaufbau, Schwerindustrie                                                                               | 3              | 16. Juni 1951         | 30. Juni 1957     | 4.190.000  | Franz Tschersovsky                    | 275   |
|              | - Schlackenkipperzug                                                                                          | 5              | 3. April 1950         | 30. Juni 1957     | 10.560.000 | Winter                                | 276   |
|              | - Steinkohle                                                                                                  | 6              | 16. Juni 1951         | 30. Juni 1957     | 4.100.000  | Hermann Mees                          | 277   |
|              | - Post | 8              | 15. Februar 1951      | 30. Juni 1957     | 3.581.286  | Hermann Mees                          | 278   |
|              | - Druckindustrie, Buchdruck                                                                                   | 10             | 3. April 1950         | 30. Juni 1957     | 5.581.000  | Schmidt                               | 279   |
|              | - Steingut und Keramik                                                                                        | 12             | 1. Dezember           | 30. Juni 1957     | 9.280.000  | Hermann Mees                          | 280   |
|              | - Steinkohle                                                                                                  | 15             | 3. April 1950         | 30. Juni 1957     | 9.280.000  | Hermann Mees                          | 281   |
|              | - Steingut und Keramik                                                                                        | 18             | 16. Juni 1951         | 30. Juni 1957     | 4.020.000  | Hermann Mees                          | 282   |
|              | - Landwirt | 20             | 16. Juni 1951         | 30. Juni 1957     | 5.299.747  | Schnei                                | 283   |
|              | - Arbeiter in der Stahlindustrie                                                                              | 25             | 1. Dezember           | 30. Juni 1957     | 6.250.000  | Schnei                                | 284   |
|              | - Sankt Arnual, Halberg                                                                                       | 30             | 15. Februar 1951      | 30. Juni 1957     | 4.200.000  | Winter                                | 285   |
|              | - Großer Stiefel bei Rentrisch                                                                                | 45             | 15. Februar 1951      | 30. Juni 1957     | 3.109.911  | Hermann Mees                          | 286   |
|              | - Grube Reden                                                                                                 | 60             | 16. Juni 1951         | 30. Juni 1957     | 2.650.871  | Winter                                | 287   |
|              | - Bliestal mit Wiebelskirchen                                                                                 | 100            | 1. Dezember           | 30. Juni 1957     | 2.869.276  | Winter                                | 288   |